# Матвіяс Іван Григорович
Матвіяс Іван Григорович (нар. 1 травня 1925, с. Карів Сокальського р-ну Львівської області) — † 20 або 21 грудня 2017, Київ) — провідний науковий співробітник Інституту української мови НАН України, доктор філологічних наук, професор, лауреат Державної премії України в галузі науки і техніки.

## Біографія
У 1950 році закінчив Львівський університет імені Івана Франка. З 1951 по 1954 рік навчався в аспірантурі Інституту мовознавства АН УРСР, після чого рік (з 1954 по 1955) працював викладачем кафедри української мови в Дрогобицькому педагогічному інституті.
З 1955 року працював на посадах молодшого, згодом старшого, а з 1976 року провідного наукового співробітника Інституту мовознавства АН УРСР. У 1956 році захистив кандидатську, а в 1969 році — докторську дисертацію. У 1976—1987 роках — завідувач сектора діалектології та ономастики Інституту мовознавства АН УРСР. З 1993 року — професор.
Працював у галузі історії української мови, діалектології, граматики. І. Г. Матвіяс досліджував історію української мови XIX ст. з погляду існування варіантів літературної мови, впливу територіальних діалектів на мову визначних письменників — творців літературної мови.
І. Матвіяс розробив концепцію варіантності літературних мов у ряді статей під загальною тематикою «Варіанти літературних мов»:
- мовні ситуації, при яких одна літературна мова розподіляє свої функції між кількома націями, тобто коли дві або більше націй одночасно користуються однією мовою (наприклад, англійська мова для Великої Британії, Сполучених Штатів Америки, Канади, Австралії, Нової Зеландії, французька для Франції, Бельгії, Швейцарії, частини Канади, іспанська для Іспанії і цілого ряду латиноамериканських країн тощо);
- національні варіанти мови, коли нація користується двома автохтонними літературними мовами (наприклад, нижньолужицька і верхньолужицька мови для лужицьких сербів);
- мовна ситуація, при якій національна мова внаслідок різних історично-політичних умов стає для певного народу другою, але нерідною мовою (російська в республіках колишнього Радянського Союзу, англійська в Індії та інших країнах Азії, французька і португальська в країнах Африки) [Інститут мовознавства ім. О. О. Потебні НАН України — 75, 1930—2005 : матеріали до історії / Нац. акад. наук України, Ін-т мовознав. ім. О. О. Потебні. — К. : Довіра, 2005. — 564, [1] с. — ISBN 9665071777].

## Науковий доробок
Монографії
- Матвіяс І. Г. Синтаксис займенників в українській мові (1998);
- Матвіяс І. Г. Курс сучасної української літературної мови. Морфологія (1962);
- Матвіяс І. Г. Іменник в українській мові. — К.: Рад. шк., 1974.
- Матвіяс І. Г. Українська мова і її говори / І. Г. Матвіяс. — К. : Наук. думка, 1990. — 168 с.
- Матвіяс І. Г. Варіанти української літературної мови (1998),

Статті
- Матвіяс І. Г. Засади української діалектології // Мовознавство. — 2000. — № 1-2. — С. 3-9.
- Матвіяс І. Г. Проблема визначення українських наріч // Мовознавство. — 2001. — № 2. — С. 13-17.
- Матвіяс І. Г. Фонетичні варіанти слів в українській мові // Слово. Стиль. Норма: Зб. наук. праць. — К., 2002. — С. 122—130.
- Матвіяс І. Г. Діалектна основа мови в поезії Тараса Шевченка // Мовознавство. — 2002. — № 1. — С. 11-16.
- Матвіяс І. Г. Діалектна основа мови в творах Івана Франка // Мовознавство. — С.11-16
- Матвіяс І. Г. Відбиття говорів у мові творів Юрія Федьковича // Мовознавство.- С.37-43.
- Матвіяс І. Г. Уніфікація варіантів у словотворній системі української літературної мови // Мовознавство. — С.57-65
- Матвіяс І. Г. Творчість Івана Франка на тлі історії української літературної мови /// Мовознавство. — С.18-24
- Матвіяс І. Г. Діалектна основа вокалізму в українській літературній мові // Мовознавство. — С.15-24
- Матвіяс І. Г. Діалектна основа консонантизму в українській літературній мові // Мовознавство. — С.32-40
- Матвіяс І. Г. Діалектна основа словотвору в українській літературній мові // Мовознавство. — С.3-14
- Матвіяс І. Г. Діалектна основа словозміни в українській літературній мові // Мовознавство. — С.52-65
- Матвіяс І. Г. Діалектна основа української літературної мови // Мовознавство. — С.26-36
- Матвіяс І. Г. Діалектна основа лексики і фразеології в українській літературній мові // Мовознавство. — 2007. — № 3. — № 23-27.
- Матвіяс І. Г. Діалектна основа синтаксису в українській літературній мові. — Мовознавство. — 2007. — № 1. — C. 38-46.
- Матвіяс І. Г. Відображення особливостей говорів у мові української художньої літератури // Мовознавство. — 2008. — № 6. — С. 3-13.
- Матвіяс І. Г. Відображення говорів у мові українських історичних і народних дум // Українська мова. — 2005. — № 1. — С. 52-59.
- Матвіяс І. Г. Лексика в староукраїнській мові XIV—XV століть / І. Матвіяс. — С.26-31.
- Матвіяс І. Г. Особливості словосполучень у західноукраїнському варіанті літературної мови // Українська мова. — С.45-57
- Матвіяс І. Г. Особливості службових слів у західноукраїнському варіанті літературної мови // Українська мова.- С.9-19.
- Матвіяс І. Г. Відображення середньонаддніпрянського говору в мові Івана Нечуя-Левицького // Українська мова. — С.33-41.
- Матвіяс І. Г. Особливості службових слів у західноукраїнському варіанті літературної мови // Українська мова. — 2007. — № 2. — С. 9-20.
- Матвіяс І. Г. Діалектна основа мови в творах Пантелеймона Куліша // Українська мова. — С.95-99.
- Матвіяс І. Г. Роль говорів у мовотворчості Бориса Грінченка // Українська мова. — С.10-16.
- Матвіяс І. Г. Говіркові риси в мові творів Ольги Кобилянської // Українська мова. — С.32-38.
- Матвіяс І. Г. Особливості граматики С. Смаль-Стоцького і Ф. Гартнера // Українська мова. — С.3-10.

Співавтор і редактор видання «Атлас української мови» у 3-х томах, за яке 2006 року удостоєний звання лауреата Державної премії з науки і техніки; співавтор монографії «Українська мова» із серії Najnowsze dzieje języków słowiańskich (1999).